# Liste der Länderspiele der vincentischen Futsalnationalmannschaft
Die nachfolgende Liste enthält alle Länderspiele der vincentischen Futsalnationalmannschaft der Männer, die der Fußballverband von Saint Vincent und den Grenadinen, die Saint Vincent and the Grenadines Football Federation (SVGFF), im Jahr 2003 gegründet hat. Futsal ist die einzige von der FIFA anerkannte Variante des Hallenfußballs. Bisher wurden drei Länderspiele ausgetragen.

## Länderspielübersicht
Legende
- Erg. = Ergebnis
- n. V. = nach Verlängerung
- i. S. = im Sechsmeterschießen
- abg. = Spielabbruch
- H = Heimspiel
- A = Auswärtsspiel
- * = Spiel auf neutralem Platz
- Hintergrundfarbe grün = Sieg
- Hintergrundfarbe gelb = Unentschieden
- Hintergrundfarbe rot = Niederlage

| Nr.                    | Datum      | Erg. | Gegner                  |   | Austragungsort                                               | Anlass                                     | Bemerkungen |
| ---------------------- | ---------- | ---- | ----------------------- | - | ------------------------------------------------------------ | ------------------------------------------ | --- |
| 1                      | 19.04.2004 | 0:7  | Suriname                | * | Saint Augustine (TRI), UWI Sport & Physical Education Centre | CONCACAF-Meisterschaft 2004- Qualifikation | Erstes Spiel auf neutralem Platz Erste Niederlage Erste Niederlage auf neutralem Platz Erstes Länderspiel gegen Suriname                         |
| 2                      | 20.04.2004 | 2:11 | Guyana                  | * | Saint Augustine (TRI), UWI Sport & Physical Education Centre | CONCACAF-Meisterschaft 2004- Qualifikation | Höchste Niederlage Höchste Niederlage auf neutralem Platz Erstes Länderspiel gegen Guyana                                                        |
| 3                      | 21.04.2004 | 2:0  | Turks- und Caicosinseln | * | Saint Augustine (TRI), UWI Sport & Physical Education Centre | CONCACAF-Meisterschaft 2004- Qualifikation | Erster Sieg Erster Sieg auf neutralem Platz Höchster Sieg Höchster Sieg auf neutralem Platz Erstes Länderspiel gegen die Turks- und Caicosinseln |
| Stand: 27. August 2018 |            |      |                         |   |                                                              |                                            | |

## Statistik
In der Statistik werden nur die offiziellen Länderspiele berücksichtigt.
Legende
- Sp. = Spiele
- Sg. = Siege
- Uts. = Unentschieden
- Ndl. = Niederlagen
- Hintergrundfarbe grün = positive Bilanz
- Hintergrundfarbe gelb = ausgeglichene Bilanz
- Hintergrundfarbe rot = negative Bilanz

### Gegner
| Land                    | Kontinentalverband | Sp. | Sg. | Uts. | Ndl. | Torverhältnis |
| ----------------------- | ------------------ | --- | --- | ---- | ---- | ------------- |
| Guyana                  | CONCACAF           | 1   | 0   | 0    | 1    | 02:11         |
| Suriname                | CONCACAF           | 1   | 0   | 0    | 1    | 0:7           |
| Turks- und Caicosinseln | CONCACAF           | 1   | 1   | 0    | 0    | 2:0           |
| Gesamt                  | Gesamt             | 3   | 1   | 0    | 2    | 04:18         |

### Kontinentalverbände
| Kontinentalverband                 | Sp. | Sg. | Uts. | Ndl. | Torverhältnis |
| ---------------------------------- | --- | --- | ---- | ---- | ------------- |
| AFC (Asien)                        | 0   | 0   | 0    | 0    | 0:0           |
| CAF (Afrika)                       | 0   | 0   | 0    | 0    | 0:0           |
| CONCACAF (Nord- und Mittelamerika) | 3   | 1   | 0    | 2    | 04:18         |
| CONMEBOL (Südamerika)              | 0   | 0   | 0    | 0    | 0:0           |
| OFC (Ozeanien)                     | 0   | 0   | 0    | 0    | 0:0           |
| UEFA (Europa)                      | 0   | 0   | 0    | 0    | 0:0           |
| Gesamt                             | 3   | 1   | 0    | 2    | 04:18         |

### Anlässe
| Anlass                                      | Sp. | Sg. | Uts. | Ndl. | Torverhältnis |
| ------------------------------------------- | --- | --- | ---- | ---- | ------------- |
| CONCACAF-Meisterschaft-Qualifikationsspiele | 3   | 1   | 0    | 2    | 04:18         |
| Freundschaftsspiele                         | 0   | 0   | 0    | 0    | 0:0           |
| Gesamt                                      | 3   | 1   | 0    | 2    | 04:18         |

### Spielarten
| Spielart                       | Sp. | Sg. | Uts. | Ndl. | Torverhältnis |
| ------------------------------ | --- | --- | ---- | ---- | ------------- |
| Heimspiele (H)                 | 0   | 0   | 0    | 0    | 0:0           |
| Spiele auf neutralem Platz (*) | 3   | 1   | 0    | 2    | 04:18         |
| Auswärtsspiele (A)             | 0   | 0   | 0    | 0    | 0:0           |
| Gesamt                         | 3   | 1   | 0    | 2    | 04:18         |

### Austragungsorte
| Austragungsort  | Land                | Sp. | Sg. | Uts. | Ndl. | Torverhältnis |
| --------------- | ------------------- | --- | --- | ---- | ---- | ------------- |
| Saint Augustine | Trinidad und Tobago | 3   | 1   | 0    | 2    | 04:18         |
| Gesamt          | Gesamt              | 3   | 1   | 0    | 2    | 04:18         |

### Spielergebnisse
|      | Gegentore | Gegentore | Gegentore | Gegentore | Gegentore | Gegentore | Gegentore | Gegentore | Gegentore | Gegentore | Gegentore | Gegentore |
| Tore | 0         | 1         | 2         | 3         | 4         | 5         | 6         | 7         | 8         | 9         | 10        | 11        |
| ---- | --------- | --------- | --------- | --------- | --------- | --------- | --------- | --------- | --------- | --------- | --------- | --------- |
| 0    | -         | -         | -         | -         | -         | -         | -         | 1         | -         | -         | -         | -         |
| 1    | -         | -         | -         | -         | -         | -         | -         | -         | -         | -         | -         | -         |
| 2    | 1         | -         | -         | -         | -         | -         | -         | -         | -         | -         | -         | 1         |